# Tharlo, le berger tibétain
Pour plus de détails, voir Fiche technique et Distribution.
Tharlo est un film de Pema Tseden. Le film est adapté de l’une des nouvelles de Pema Tseden, dont le film porte le titre :  Tharlo  (tibétain: ཐར་ལོ་, chinois : 《塔洛》).
Il est présenté en sélection Horizons (Orizzonti) à la Mostra de Venise 2015, puis au Festival international des cinémas d'Asie de Vesoul 2016 où il remporte le Cyclo d'or et le prix INALCO du Festival international des cinémas d'Asie de Vesoul pour son film Tharlo.

## Synopsis
Tharlo, un berger âgé d'environ 40 ans, a une telle mémoire qu'il peut réciter Le petit livre rouge. Il vit de l'élevage de centaines de moutons dans les montagnes du Tibet. Quand il se déplace à la ville pour faire établir une carte d'identité, sa vie bascule. Sa plus grande ambition est de venir en aide aux autres mais son idéal va s'effondrer à son arrivée en ville où il rencontre une jeune fille,.

## Fiche technique
- Titre français : Tharlo
- Réalisation : Pema Tseden
- Scénario : Pema Tseden
- Acteurs : Shide Nyima, Tso Yangshik, Tsemdo Thar
- Pays d'origine : Chine
- Format : Noir et blanc - 35 mm - 1,85:1
- Genre : drame
- Durée : 123 minutes
- Date de sortie :
  -  Italie : 4 septembre 2015 (Mostra de Venise 2015)
  -  France : 3 janvier 2018

## Distribution
- Shide Nyima : Tharlo
- Tsemdo Thar : officier de police
- Yangshik Tso : Yangsto

## Sortie
Sorti en 2015, le film est programmé dans les cinémas français en janvier 2018.

### Accueil critique
En France, l'accueil critique est positif : le site Allociné recense une moyenne des critiques presse de 3,2/5, et des critiques spectateurs à 3,3/5.
Pour le réalisateur  Vincent Ostria, ce film est une « splendeur dont la sobriété fait la force ».

## Distinctions

### Récompense
- Festival international des cinémas d'Asie de Vesoul 2016 : Cyclo d'or et prix INALCO.

### Sélection
- Mostra de Venise 2015 : en sélection Horizons (Orizzonti).